# All I Need to Know (альбом Кенни Чесни)
| Оценки критиков | Оценки критиков |
| Источник        | Оценка          |
| --------------- | --------------- |
| AllMusic        | [ 2 ]           |

All I Need to Know (с англ. — «Все, что мне нужно знать») — второй студийный альбом американского кантри-певца Кенни Чесни, выпущенный 13 июня 1995 года на лейбле BNA Records, став первым на нём после ухода из Capricorn Records в 1994 году. Альбом получил положительные отзывы и золотую сертификацию RIAA в США. В альбом вошли синглы «Fall in Love», заглавный трек и «Grandpa Told Me So»; эти песни заняли соответственно шестое, восьмое и 23-е места в кантри-чарте Billboard в 1995 году, став его первыми песнями в Топ-10. Это первый альбом, с которым Кенни Чесни подписал контракт с BNA Records в 1995 году, и он оставался в использовании до его последнего студийного альбома 2010 года Hemingway’s Whiskey.

## Об альбоме
Альбом стал первым для Чесни, записанным на новом для него лейбле BNA Records после ухода из Capricorn Records в 1994 году. Это сотрудничество продлилось полтора десятка лет вплоть до студийного альбома 2010 года Hemingway’s Whiskey. Запись песни «The Tin Man» из альбома All I Need to Know была ранее выпущена в альбоме Чесни 1994 года In My Wildest Dreams. Песня «Me and You», написанная в соавторстве с гитаристом группы McBride & the Ride Рэем Хёрндоном, позже была включена в одноимённый альбом Чесни 1996 года, с которого она была выпущена в качестве сингла. Песня «Paris, Tennessee» была первоначально записана Трейси Лоуренсом в его альбоме 1991 года Sticks and Stones, а затем Деннисом Роббинсом (который был её соавтором) в его альбоме 1992 года Man with a Plan.
Британская энциклопедия назвала альбом «смесью любовных песен, баллад и бодрых мелодий в стиле хонки-тонк».

## Отзывы
Альбом All I Need to Know получил положительные отзывы музыкальных критиков и интернет-изданий. Диск Кенни Чесни стал его прорывной пластинкой, первой, породившей синглы из кантри Топ-10, в том числе медленный заглавный трек и энергичную «Fall in Love», которые, по мнению Стивена Томаса Эрлевайна из Allmusic, в значительной степени иллюстрируют, насколько увереннее он звучит на протяжении всего альбома: «… в целом это первый раз, когда Чесни звучит как настоящая кантри-звезда, будь то легкость в обращении с вестерн-свингом в отличной „The Bigger the Fool (The Harder the Fall)“ или быстрые ритмы „Someone Else’s Hog“, а также добродушное буги в „Paris, Tennessee“». И добавил, что его новые песни «действительно указывают путь в будущее, запечатлевая сочетание кантри-инструментов и гимнической поп-музыки, которое стало его фирменным знаком и сделало его звездой».

## Список композиций
| №                   | Название                                    | Автор(ы)                                         | Длительность |
| ------------------- | ------------------------------------------- | ------------------------------------------------ | ------------ |
| 1.                  | «Fall in Love»                              | Buddy Brock, Кенни Чесни, Kim Williams           | 2:37         |
| 2.                  | «Grandpa Told Me So»                        | Mark Alan Springer, James Dean Hicks             | 4:18         |
| 3.                  | «The Bigger the Fool (The Harder the Fall)» | Larry Cordle, Jim Rushing                        | 2:46         |
| 4.                  | «All I Need to Know»                        | Springer, Steve Seskin                           | 3:09         |
| 5.                  | «Honey, Would You Stand by Me»              | Bob McDill                                       | 2:48         |
| 6.                  | «Someone Else’s Hog»                        | Chesney, David Lowe                              | 2:36         |
| 7.                  | «Me and You»                                | Skip Ewing, Ray Herndon                          | 3:39         |
| 8.                  | «Between Midnight and Daylight»             | Sanger D. Shafer, Chesney                        | 2:40         |
| 9.                  | «Paris, Tennessee»                          | Bob DiPiero, John Scott Sherrill, Dennis Robbins | 2:23         |
| 10.                 | «The Tin Man»                               | Stacey Slate, Chesney, Lowe                      | 3:26         |
| Общая длительность: | Общая длительность:                         | Общая длительность:                              | 30:20        |

## Позиции в чартах

### Альбом
| Чарт (1995)                       | Высшая позиция |
| --------------------------------- | -------------- |
| US Top Country Albums (Billboard) | 39             |
| US Top Heatseekers (Billboard)    | 9              |

### Синглы
| Год  | Сингл                | Высшая позиция | Высшая позиция |
| Год  | Сингл                | US Country     | CAN Country    |
| ---- | -------------------- | -------------- | -------------- |
| 1995 | «Fall in Love»       | 6              | 6              |
| 1995 | «All I Need to Know» | 8              | 8              |
| 1995 | «Grandpa Told Me So» | 23             | 17             |

## Сертификации
| Регион                                                      | Сертификация | Продажи  |
| ----------------------------------------------------------- | ------------ | -------- |
| США (RIAA)                                                  | Золотой      | 500 000^ |
| ^ Данные о тиражах приведены только на основе сертификации. |              |          |